# Adamou Ndam Njoya
Pour les articles homonymes, voir Ndam (homonymie) et Njoya.
Adamou Ndam Njoya (né le 8 mai 1942 à Foumban (Cameroun) et mort le 7 mars 2020) est un universitaire, écrivain et un homme politique camerounais. 
Il est le président de l'Union démocratique du Cameroun (UDC), parti d'opposition qu'il a créé en 1991. Il a été candidat aux élections présidentielles camerounaises de 1992, de 2004, de 2011, et de 2018.

## Biographie

### Éducation
Adamou Ndam Njoya est le fils de Arouna Njoya, le cousin maternal du roi Seidou Njimoluh Njoya. Il fait ses études primaires à l’école principale de Foumban et Nkongsamba, puis ses études secondaires au lycée Général Leclerc à Yaoundé. Après les études primaires et secondaires au Cameroun, il poursuit des études supérieures en France, couronnées par l'obtention du doctorat de 3e Cycle et du doctorat d'État en droit public international et en sciences politiques.
Étudiant à l'Institut international d'administration publique (IIAP), il suivit tour à tour des stages au ministère des Affaires étrangères, à l'ambassade de France à Londres et aux organisations internationales à l'Office de l'Europe à Genève, avant de retourner au Cameroun en 1969.

### Services gouvernementaux
Ndam Njoya travailla au sein du ministère des Affaires étrangères (1960-1970), avant de rejoindre la faculté de droit à l'Université de Yaoundé.
Ndam Njoya a également travaillé pour la Fondation Carnegie pour la paix internationale au Cameroun en tant que directeur du programme de formation diplomatique. Dans le même temps, il collabora à la création et devint le premier directeur, de 1972 à 1975, de l'Institut des relations internationales du Cameroun (IRIC). En 1975, il fut nommé vice-ministre des Affaires étrangères.
En 1977, Ndam Njoya fut nommé ministre de l'Éducation nationale. Son projet d'introduire sévérité et moralité dans le système éducatif rencontra une forte résistance, notamment de la part des riches familles francophones, dont les enfants réussissaient dans le primaire et le secondaire grâce à l'argent, et qui faisaient quelques dons aux écoles.
Face à de telles pressions, le président Ahmadou Ahidjo renvoya Ndam Njoya de son poste, en 1980, et le fit ministre délégué à la présidence chargé de l'inspection générale de l'État et des réformes administratives, un poste relativement ingrat.
En janvier 1982, Ahidjo le renvoie du gouvernement.

### Écrivain
De 1982 à 1990, Ndam Njoya consacre aussi bien son temps à l'écriture et à l'enseignement qu'à des efforts philanthropiques (membre du bureau exécutif de l'UNESCO de 1985 à 1989). Il écrit tant à propos de la loi, des sciences politiques, de l'histoire, des relations internationales et des idées politiques que des pièces de théâtre, des poèmes et des fictions.
Parmi les œuvres sélectionnées :
- 1975 : Prières et chants de louanges à Dieu Ndam et Raynier, Yaoundé, Cameroun ;
- 1976 : Le Cameroun dans les relations internationales, Librairie générale de droit et de jurisprudence, Paris,  (ISBN 978-2-275-01397-8) ;
- 1977 : Njoya : réformateur du royaume Bamoun N.E.A. (Nouvelles éditions africaines), Abidjan, Côte d'Ivoire,  (ISBN 978-2-85809-101-0) ;
- 1982 : Les Amo : recueil de poèmes Ndam et Raynier, Yaoundé ;
- 1983 : Manuel pratique de rédaction administrative et des documents diplomatiques, éditions SOPECAM, Yaoundé, Cameroun

En 2014,  Adamou Ndam Njoya a été Président du Jury des Grands prix des associations littéraires.

### Politique
En décembre 1990, le président Paul Biya permet le retour de partis politiques d'opposition au Cameroun et Ndam Njoya commence le rassemblement de politiciens potentiellement réformistes. Ndam Njoya est brièvement arrêté avec d'autres opposants politiques, mais ils seront rapidement relaxés.
En septembre 1991, il annonce la formation de l'Union Démocratique du Cameroun. Dans la déclaration de son parti, Ndam Njoya a insisté sur la décentralisation du gouvernement et le respect des droits des minorités.
Pendant les élections présidentielles de 2004, tous les partis de l'opposition acceptèrent de supporter un seul candidat contre Biya. Après que Ndam Njoya fût choisi par le consensus de la coalition, John Fru Ndi tira le front Social Démocratique en dehors de la coalition, qui dut faire cavalier seul. Les résultats: Ndam Njoya en tant que représentant de la coalition reçut 4,5 % des voix, John Fru Ndi 17,4 % et le président Biya 70,9 %. Comme c'est devenu une habitude dans les élections camerounaises, la fraude massive a été alléguée.
Depuis 2004, Ndam Njoya a remanié la charte de l'Union Démocratique du Cameroun, parlant désormais de lutte contre la corruption, et toujours de travail pour la décentralisation. À sa mort, Cyrille Sam Mbaka, gère les affaires courantes du parti avant le congrès où il sera remplacé par l'épouse de Adamou Ndam Njoya.

### Vie privée
Ndam Njoya était marié à Hermine Patricia Tomaïno Ndam Njoya, députée UDC et est père de cinq enfants.

## Fonctions
Adamou Ndam Njoya a été :
- coprésident de la WCRP (Conférence Mondiale des Religions pour la Paix)/International et Président du Chapitre Camerounais ;
- fondateur et président de l'Institut des études islamiques et religieuses (IRSI) et de l'École africaine d'Éthique (EAE) ;
- président de l'Union Démocratique du Cameroun (UDC) ;
- maire de Foumban ;
- membre du Conseil d'Administration du Réseau parlementaire sur la Banque mondiale ;
- fondateur et directeur de publication des revues culturelles: A1 Houda, Communauté, Le Terroir et promoteur de la radio communautaire (poua kone)

## Décorations
- Belgique
  - Grande Croix de l'Ordre de Léopold
- Cameroun
  -  Officier de l'ordre de la Valeur
- Côte d'Ivoire
  - Officier de l'Ordre ivoirien
- France
  -  Commandeur de la Légion d'honneur
  -  Commandeur de l'ordre des Palmes académiques